# IC 1316
IC 1316 је ознака објекта на координатама са ректансцензијом 20h 22m 25,8s и деклинацијом + 6° 30" 6'. Открио га је Гијом Бигурдан, 9. јула 1885. Каснијим посматрањима на том положају није уочен никакав астрономски објекат.